# Minami Aoyama
Minami Aoyama (藍山みなみ, Aoyama Minami) est une japonaise, idole de la vidéo pornographique et actrice de films roses. Elle a paru au générique de plusieurs films roses primés. Elle a elle-même été récompensée par le prix de la Meilleure Actrice en 2006 pour l'ensemble de son œuvre dans cette spécialité.

## Biographie et carrière
Minami Aoyama est née à Tokyo (Japon) le 28 mai 1982[réf. nécessaire]. Elle a commencé sa carrière en tant qu'actrice en films pornographiques en 2003, alors âgée de 21 ans.
Cette même année 2003, elle interprète son premier film rose, Ambiguous qui remporte le prix du Meilleur film au Pink Grand Prix.
En octobre 2004, elle parait aux côtés de Sora Aoi au générique de Stop the Bitch Campaign: Hell Version (Enjo-kōsai bokumetsu undō: jigoku-hen), un film réalisé par Kōsuke Suzuki ayant pour sujet la vengeance.
Aoyama est nommée pour le Prix de la Meilleure Actrice de sa spécialité aux Adult Broadcasting Awards de 2008 pour son œuvre diffusée sur la chaîne de télévision SKY Perfect en 2005.
Son interprétation du film rose Uncle's Paradise (2006) réalisé par Shinji Imaoka reste parmi les plus magistrales. Le film est salué comme étant la meilleure parution « rose » de l'année au Pink Grand Prix. Ayama se voit honorée du prix de la Meilleure Actrice.
Aoyama annonce qu'elle se retire de la pornographie à l'occasion du festival Momotaro Night 2007! (桃太郎Ｎight！2007) qui s'est tenu dans le quartier Shinjuku de Tokyo en juin 2007. Son départ de la scène est salué par la mise sur le marché simultanées, le 7 juin 2007, de vidéos appartenant aux studios Momotaro et Attackers ainsi que des photographies de l'actrice diffusées par le seul Attackers,
Ayoma est l'actrice principale du film Tsubo Hime Sōpu: Nuru Hada de Urazeme (壺姫ソープ　ぬる肌で裏責め) réalisé par Yoshikazu Katō qui remporte le Prix du Meilleur Film au Pink Grand Prix de 2009. Aoyama est nommée Deuxième Meilleure Actrice pour cette vidéo.
Depuis 2005, aoyama fait des apparitions régulières à la télévision et pour le V-cinema. Elle a également rejoint « Gesshoku Kagekidan », un groupe de théâtre avant gardiste. En août 2008, elle interprète une pièce de Shūji Terayama.
Après avoir arrêté l'interprétation de vidéos destinées à un public d'adultes, Aoyama poursuit sa carrière dans le film rose avec Nakagawa Jun Kyōju no Inbina Hibi réalisé par Yoshikazu Katō en 2008 avec, également, l'actrice Rinako Hirasawa. Aoyama occupe la seconde place parmi les meilleures actrices pour la vidéo Tsubo Hime Sōpu: Nuru Hada de Urazeme (壺姫ソープ　ぬる肌で裏責め) paru en novembre 2009 et qui a remporté le Prix du Meilleur Film aux Pink Grand Prix, Elle remporte également le Prix du Meilleur second rôle aux Pinky Ribbon Awards de 2009

## Filmographie sélective

### Vidéos pornographiques
| Titre de la vidéo,                                                        | Producteur N° d'identification               | Réalisateur       | Parution             | Notes                                                      |
| ------------------------------------------------------------------------- | -------------------------------------------- | ----------------- | -------------------- | ---------------------------------------------------------- |
| Forbidden Clubs - Body Odour of Athlete 1 禁じられた部活 アスリートの匂い | Shuttle Japan DKG-01                         |                   | 01-11-2003           | Avec Sakura Sakurada                                       |
| Virtual Ex バーチャルEX 励まし女子校生！！                                | IdeaPocket Tissue IPTD-026                   |                   | 08-03-2004           |                                                            |
| Angel High School                                                         | IdeaPocket Angel AND-151                     |                   | 08-05-2004           |                                                            |
| Inma CINEMASHOW 2 淫魔CINEMASHOW 2                                        | Attackers Inmad ATI-021 (VHS) ATID-021 (DVD) | Eitaro Haga       | 08-07-2004           | Avec Ayano Murasaki, Ruri Shiratori & Sakura Sakurada      |
| Eromesu 11 凌辱エロメス 11                                                | Wild Side / King of Realism DWD-11           | Kaoru Toyoda      | 16-07-2004           |                                                            |
| Royal Anal Kingdom 6 名門アナル王国 6                                     | Wild Side / King of Realism DWE-06           | Kaoru Toyoda      | 08-08-2004           |                                                            |
| Hi-School Girl Confinement & Rape in Turn 47 女子校生監禁凌辱 鬼畜輪姦47  | Attackers Shark SHKD-212                     | [Jo]Style         | 08-08-2004           | Avec Tsukasa Imai & Yuria Hidaka                           |
| Female Baseball Brutal Story 女野球道残酷物語                             | CineMagic Noir CN-460                        | Kenji Hayami      | 08-03-200410-12-2004 |                                                            |
| School Girl With Black Hair 2 黒髪女子校生2                               | Big Morkal DDR-849                           | Kurokami          | 25-04-2005           | Avec Madoka Kikuhara & Kohaku Ishikawa                     |
| Reprise Bejean                                                            | Momotaro AOD-01                              |                   | 22-09-2005           |                                                            |
| Wild thing EX ワイルドシングEX                                            | Momotaro AOD-02                              | Soichirou Tamura  | 22-09-2005           |                                                            |
| Peach Pictures                                                            | Momotaro AOD-04                              | Soichirou Tamura  | 22-09-2005           |                                                            |
| Female Prisoner Amazon 女囚アマゾネス                                     | Max-A Naked Film XG-3509                     | Kunihiro Hasegawa | 27-09-2005           | Avec Riko Tachibana, Ruri Shiratori, Shoko Mikami & others |
| Female Prisoner Amazon 2 女囚アマゾネス 2                                 | Max-A Naked Film SRXV-266                    | Kunihiro Hasegawa | 25-11-2005           | Avec Aya Misaki, Ayame Fuji, Shinobu Ebihara & others      |
| Dolls - Gothic Lolita with Semen                                          | Dream Ticket Gothic GHD-009                  |                   | 10-12-2005           |                                                            |
| True Story Gang Rape 2 実話 輪姦2                                         | Moodyz Acid MIAD-084                         | Fubuki Sakura     | 01-02-2006           | Avec Milk Matsuzaka                                        |
| Chijo Hospital 2 救性痴女病棟2                                            | IdeaPocket Tissue IPTD-122                   |                   | 01-02-2006           | Avec Ai Himeno, Airu Kaede, Chinami Sakai & Momo Imai      |
| Goddess From Hell 地獄の女神                                              | Attackers Jabaku JBD-103                     | Shinichi Kawamura | 07-04-2007           | Avec Ruka Uehara                                           |
| Slave Island 9 奴隷島 第九章 恋人のいる風景…                              | Attackers Ryubaku RBD-075                    | Kenzo Nagira      | 07-06-2007           | Avec Aya Koizumi, MAYA, Runa Naruse & Riko Sakura          |
| Snake Bondage Torture 8 蛇縛の拷問折檻8 ―藍き終焉―                        | Attackers Super Special SSPD-037             | Randa Mai         | 07-05-2007           | Avec Riko Sakura & Megu Hoshino                            |
| Final Fuck Minami Aoyama ファイナル･ファック 藍山みなみ                   | Momotaro SEND-111                            | Soichirou Tamura  | 07-06-2007           |                                                            |

### Cinéma en tant que théâtre
- Ambiguous (décembre 2003);
- Bitter Sweet (octobre 2004);
- Stop the Bitch Campaign: Hell Version (援助交際撲滅運動 地獄変, Enjo-kōsai bokumetsu undō: jigoku-hen?) (octobre 2004);
- The Slit-Mouthed Woman (kuchisake 口裂け, Kuchisake?) (septembre 2005);
- Futamata(ふ・た・ま・た　悶絶) (septembre 2005);
- The Strange Saga of Hiroshi the Freeloading Sex Machine (卑猥 hiwai, Sex mashin: Hiwai na kisetsu?) (octobre 2005);
- Cat Girl Kiki (萌えキュン＠MOVIE 猫耳少女キキ, Nekomimi shojo Kiki?) (mai 2006);
- Uncle's Paradise (mai 2006);
- Rori sakka: Onedari moe mousou (ロリ作家　おねだり萌え妄想) (mai 2007);
- Hoshigaru wafukuzuma: Kuwaekomu (欲しがる和服妻　くわえこむ) (juin 2007);
- Yaritagaru onna yonin (やりたがる女４人) (décembre 2007);
- Nakagawa Jun Kyōju no Inbina Hibi (mars 2008)
- Tsubo Hime Sōpu: Nuru Hada de Urazeme (壺姫ソープ　ぬる肌で裏責め) (novembre 2009);
- Kateikyōshi to mibōjin gibo: Masaguri kyōen (家庭教師と未亡人義母 まさぐり狂宴) (avril 2011).

## Récompenses
- 2006 Pink Grand Prix Meilleure Actrice pour Uncle's Paradise[7].
- 2008 Adult Broadcasting Awards Prix de la Meilleure Actrice de sa spécialité pour son œuvre diffusée sur la chaîne de télévision SKY Perfect en 2005[2];
- 2009 Pinky Ribbon Awards Prix du Meilleur second rôle[12]